# Toguz Korgool

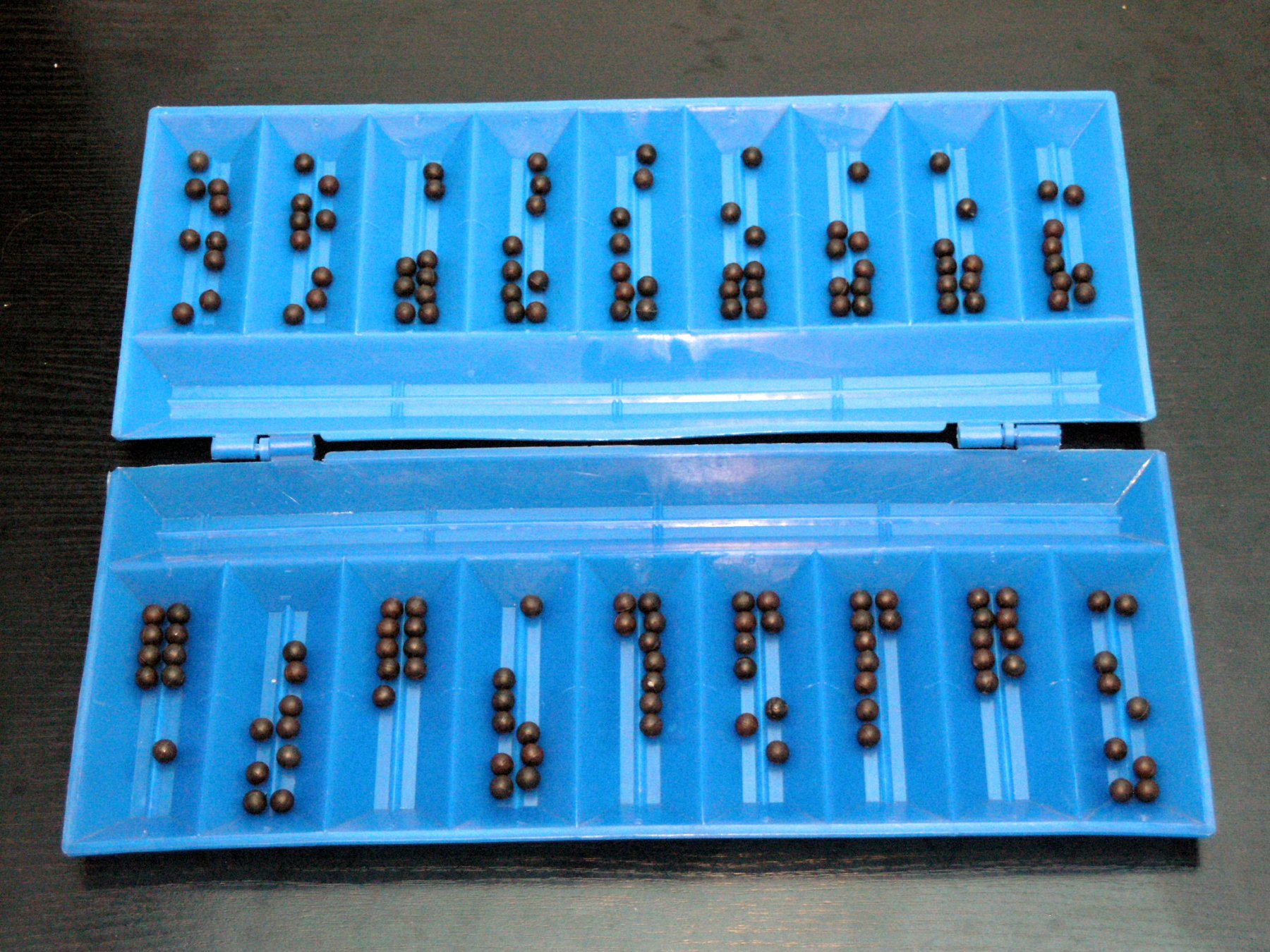
Plateau moderne en plastique.

Le Toguz korgool, ou Toguz kumalak (en kirghize : тогуз коргоол ; en kazakh : тоғыз құмалақ), est un jeu à deux joueurs de type mancala pratiqué en Asie Centrale.

## Le plateau
Le jeu se joue sur un plateau spécial comportant deux rangées de neuf trous. Deux « kaznas » entre ces deux rangées permettent de réunir les pierres capturées par chaque joueur. Au début de la partie, chaque trou est rempli de neuf pierres, sauf les kaznas qui restent vides ; le jeu nécessite donc un total de 162 pierres.

## Début de la partie

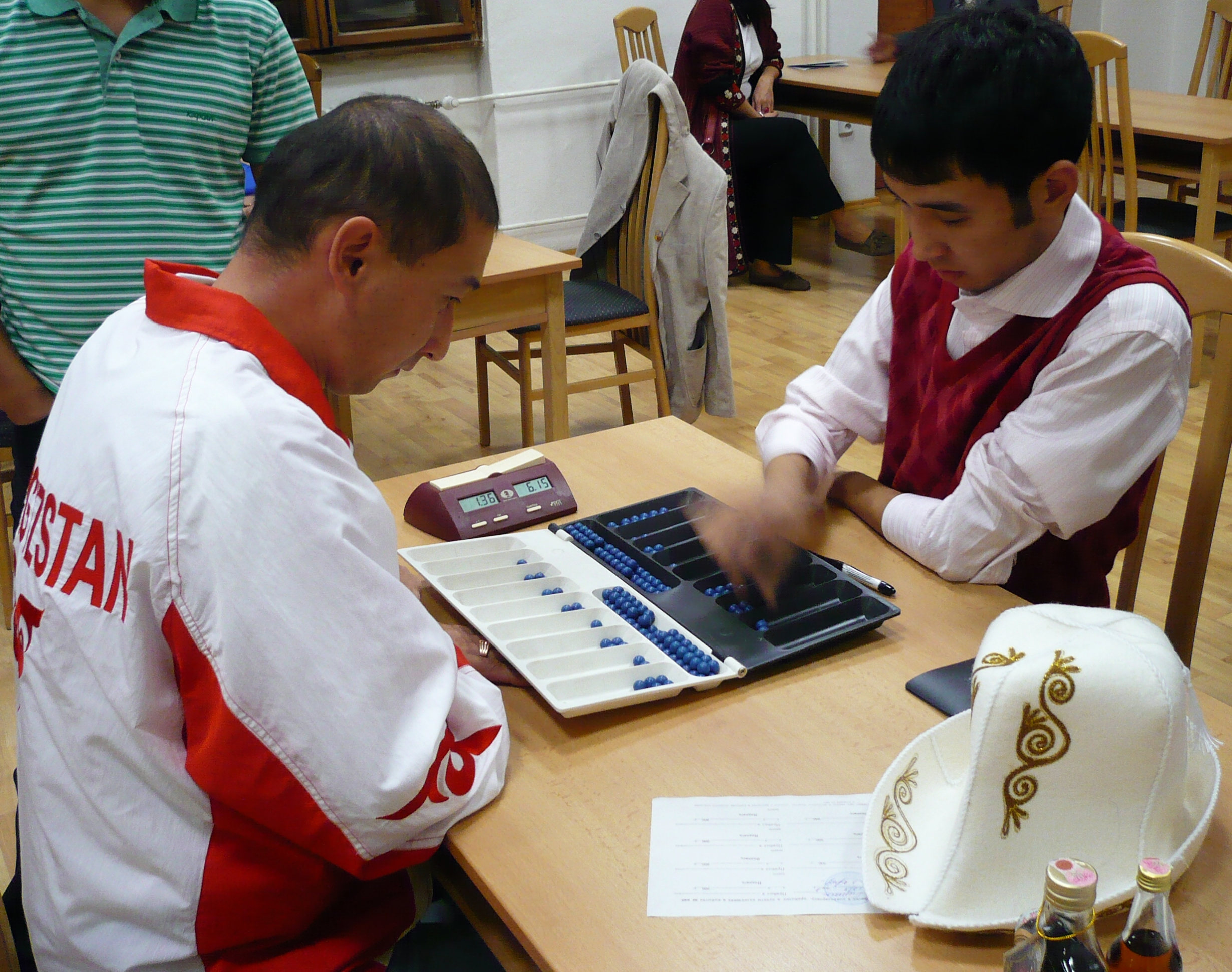
Les "Blancs" commencent.

Un côté du plateau est identifié comme blanc, et l'autre comme noir. Le joueur ayant les blancs commence la partie.

## Déroulement d'une partie

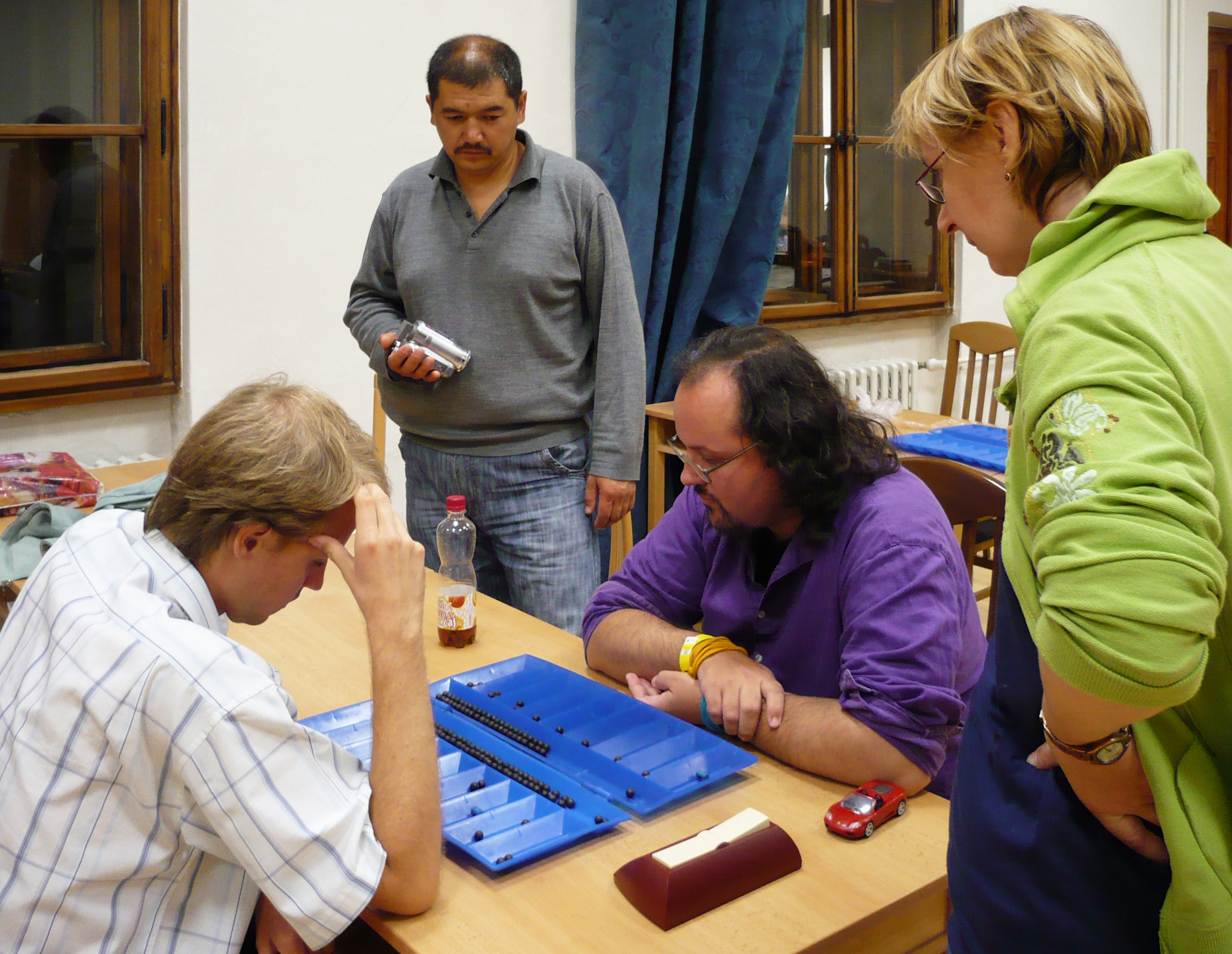
Une partie de toguz korgool.

Les joueurs jouent chacun leur tour en prenant les pierres d'un trou et en les distribuant dans d'autres trous. À son tour, un joueur prend toutes les pierres d'un de ses trous qui n'est pas un tuz (voir plus bas) et les distribue dans le sens inverse des aiguilles d'une montre dans les trous suivants. La première pierre doit être déposée dans le trou qui vient juste d'être vidé. Cependant, si l'action a débuté à partir d'un trou ne comportant qu'une seule pierre, cette pierre est déposée dans le trou suivant. Si la dernière pierre tombe dans un trou du côté adverse et que ce trou contient après cela un nombre pair de pierres, alors ces pierres sont capturées et déposées dans la kazna du joueur. Si la dernière pierre tombe dans un trou de l'adversaire et qu'après cela le trou contient trois pierres, le trou est marqué comme « tuz ». Il y a un certain nombre de restrictions concernant la création d'un tuz :
1. Un joueur ne peut créer qu'un seul tuz par partie.
2. Le dernier trou de l'adversaire ne peut pas devenir un tuz.
3. Un tuz ne peut pas être créé symétriquement à celui de l'adversaire. Par exemple, si le tuz adverse est au troisième trou, vous ne pouvez pas convertir votre troisième trou en tuz.

Il est permis de jouer un coup tombant sous ces restrictions; cela ne créera tout simplement pas un tuz.
Les pierres qui tombent dans un tuz sont capturées par son propriétaire. Il peut transférer le contenu du tuz à n'importe quel moment dans sa kazna. Le jeu se termine quand un joueur ne peut plus jouer à son tour parce que tous les trous de son côté sont vides, excepté le tuz.
Quand la partie s'achève, de chaque côté, les pierres restantes qui n'ont pas encore été déposées dans la kazna ou dans le tuz sont acquises par le joueur du côté duquel elles se trouvent.  Le gagnant est le joueur qui a le plus de pierres dans son tuz et sa kazna à la fin de la partie. Quand les deux joueurs ont 81 pierres, la partie est nulle.

### Les règles du Toguz korgool/Togyzkumalak
Les règles de Togyzkumalak/Toguz korgool ont été décrites pour la première fois dans la littérature par le scientifique et linguiste kazakh Sarsen Amanzholov en 1936.
Le jeu est constitué d'un plateau et de 162 petites billes. Il y a 9 alvéoles ou « üi » (en Kyrgyz : үй - maison) et deux excavations ou « kazna » (en Kyrgyz : казына - "trésor")  de chaque côté du plateau. On n'utilise sa "kazna" pendant la partie que pour y conserver les billes capturées.
Au début de la partie, 9 billes sont placées dans chaque alvéole et les kaznas sont vides. Le but du jeu est de gagner plus de 81 billes. Le joueur qui commence peut être désigné d'un commun accord ou par tirage au sort.
Le joueur commençant la partie prend toutes les billes d'une des alvéoles situées de son côté, et en partant de cette alvéole, distribue les billes une par une dans les alvéoles suivantes dans le sens inverse des aiguilles d'une montre. Il n'est pas permis de sauter une alvéole ou de déposer plus d'une bille par alvéole. Après la neuvième alvéole du premier joueur, on commence à déposer les billes restantes en commençant par la première alvéole du côté adverse, et ainsi de suite. Si la dernière bille, en tombant dans une alvéole adverse, porte le nombre de billes s'y trouvant à un résultat pair, le joueur transfert toutes les billes de cette alvéole à sa kazna. Mais si la dernière bille tombe dans une de ses propres alvéoles, indépendamment du nombre de billes qui s'y trouvent, le joueur ne peut pas les récupérer. Si un coup part d'une alvéole où ne se trouve qu'une seule bille, cette bille est déplacée dans l'alvéole suivante, ce qui laisse l'alvéole de départ vide.
Les joueurs jouent un coup chacun leur tour.
Une autre règle important est le « tuz ». Si la dernière bille tombe dans une alvéole adverse où se trouvent initialement deux billes, les trois billes sont déplacées dans la kazna du joueur et ce dernier déclare l'alvéole comme tuz.  Après cela, toutes les billes qui tombent dans l'alvéole tuz sont transférées dans la kazna.
Chaque joueur ne peut déclarer qu'une alvéole comme étant tuz par partie. Il n'est pas permis de changer ou de créer un autre tuz. Les règles précisent que la neuvième alvéole ne peut être un tuz, et que les tuz de chaque côté ne peuvent être sur des alvéoles symétriques (portant le même numéro).

## Compétitions
Le premier tournoi officiel de togyzkumalak s'est tenu en 1948 à Almaty, dans la République socialiste soviétique kazakhe. Cela a conduit à l'unification et à la standardisation des règles en 1949.
La Fédération des Togyzkumalak de la République socialiste soviétique kazakhe a été créée en 1974. Elle a été rétablie en 2004 en tant que Fédération des Togyzkumalak du Kazakhstan.
De la même manière qu'aux échecs, au go et aux dames, des championnats du monde sont organisés et attirent des joueurs du monde entier. La Fédération de Togul korgool a été fondée à  Bichkek en 1993. Les championnats du monde de Togyz kumalak se déroulent tous les deux ans, les premiers ayant eu lieu en 2010 à Astana. De nombreuses compétitions locales, régionales et nationales sont organisées en Asie Centrale. De plus, des tournois annuels ont lieu dans certains pays d'Europe, comme au Royaume-Uni (à Londres), en Allemagne (à Schweinfurt), en Suisse (à La Tour-de-Peilz), et en République Tchèque (à Prague et à Pardubice). Le toguz korgool fait aussi désormais partie du programme des Jeux Mondiaux Nomades.
Chronologie des championnats du monde de Togyzkumalak :
- Le championnat du monde de togyzkumalak 2010 s'est déroulé à Astana, au Kazakhstan.
- Le championnat du monde de togyzkumalak 2012 s'est déroulé à Pardubice, en République tchèque.
- Le championnat du monde de togyzkumalak de 2015 s'est déroulé à Almaty, au Kazakhstan.
- Le championnat du monde de togyzkumalak 2017 s'est déroulé à Astana, au Kazakhstan.
- Le championnat du monde de Togyzkumalak 2019 s'est déroulé à Antalya, en Turquie.

Le jeu est considéré comme un sport national au Kyrgyzistan et au Kazakhstan. On estime le nombre de joueurs à plus de 10 000 et le nombre d'entraineurs officiels à 200 pour le seul Kazakhstan.

## Reconnaissance
Le jeu traditionnel d’intelligence et de stratégie Togyzqumalaq, Toguz Korgool ou Mangala/Göçürme est inscrit sur la liste représentative du patrimoine culturel immatériel de l'humanité en décembre 2020 par l'UNESCO.